# Cranleigh
Cranleigh est un village et une paroisse civile du Surrey, en Angleterre.